# (3584) Aisha
(3584) Aisha est un astéroïde de la ceinture principale.

## Description
(3584) Aisha est un astéroïde de la ceinture principale. Il fut découvert le 5 octobre 1981 à la station Anderson Mesa par Norman G. Thomas. Il présente une orbite caractérisée par un demi-grand axe de 3,09 UA, une excentricité de 0,10 et une inclinaison de 2,1° par rapport à l'écliptique.

## Compléments